# Ciawi, Bogor
 (avril 2025).
Ciawi est une ville et un district administratif (en indonésien : kecamatan) de la kabupaten de Bogor, à Java occidental, en Indonésie. Il ne faut pas la confondre avec le district homonyme de Ciawi, situé dans le kabupaten de Tasikmalaya. Son nom provient de la rivière Awi (le préfixe « Ci » signifiant « rivière »). La ville et le district couvrent une superficie de 25,53 km² et comptaient 114 853 habitants lors du recensement de 2020.

## Administration
Le district est divisé en treize villages (desa), qui partagent tous le code postal 16720. Leurs superficies et populations (estimation mi-2023) sont indiquées ci-dessous.
| Nom des villages | Superficie (km2) | Population (est. mi-2023) |
| ---------------- | ---------------- | ------------------------- |
| Cileungsi        | 7,01             | 8 788                     |
| Citapen          | 2,69             | 10 648                    |
| Cibedug          | 2,60             | 8 496                     |
| Jambu Luwuk      | 1,01             | 7 623                     |
| Banjar Sari      | 1,48             | 10 046                    |
| Teluk Pinang     | 1,25             | 9 594                     |
| Banjar Waru      | 1,29             | 10 353                    |
| Bendungan        | 1,33             | 11 347                    |
| Pandansari       | 1,89             | 10 341                    |
| Bojong Murni     | 1,60             | 6 035                     |
| Banjar Wangi     | 1,10             | 8 791                     |
| Ciawi            | 0,80             | 7 798                     |
| Bitung Sari      | 1,48             | 8 043                     |
| Totaux           | 25,53            | 117 903                   |